# María Antonia Trujillo
María Antonia Trujillo Rincón (Peraleda del Zaucejo, Badajoz, 18 de diciembre de 1960) es una política y profesora universitaria española, ministra de Vivienda de España en el primer gobierno de José Luis Rodríguez Zapatero del PSOE. Previamente había sido consejera de Presidencia y de Fomento de la Junta de Extremadura, durante la presidencia de Juan Carlos Rodríguez Ibarra. De 2018 a 2022 fue consejera de Educación de la Embajada de España en Marruecos.

## Biografía
Licenciada en Derecho en el año 1985, obtuvo el título de doctora en Derecho en 1991 en la Universidad de Extremadura (UEX), siendo galardonada con el Premio Extraordinario de Doctorado.
Desde 1993 es profesora titular de Derecho Constitucional en la UEX, trabajo que hasta su llegada al ministerio compatibilizaba con su actividad política. Trujillo es autora de monografías, artículos y otras publicaciones sobre Derecho Constitucional y Derecho Autonómico y Derecho Europeo. Además, como experta en Derecho Autonómico, ha participado también en varias líneas de investigación relativas al desarrollo del Estado de las Autonomías, a la reforma del Estado en Latinoamérica o al tratamiento jurídico-constitucional de la mujer, tanto en nuestro ordenamiento jurídico, como en el ámbito comunitario y en Hispanoamérica y Marruecos. En la UEX ha sido delegada de Relaciones Internacionales y presidenta de la Junta de Personal Docente e Investigador en representación del sindicato UGT.
Cuenta con una mención especial en el Premio Nicolás Pérez Serrano (1991) del Centro de Estudios Políticos y Constitucionales por el libro Los conflictos entre órganos constitucionales del Estado (que fue su tesis doctoral) y el galardón Diego Muñoz Torrero de la Asamblea de Extremadura por La potestad legislativa de las Comunidades Autónomas. Referencia a la Comunidad Autónoma de Extremadura.

## Consejera
En 1996, ocupó el cargo de Consejera del Consejo Económico y Social de Extremadura. En 1999, Juan Carlos Rodríguez Ibarra, presidente de la Junta de Extremadura, la nombró Consejera de Presidencia, ejerciendo, temporalmente, como Presidenta de la Junta de Extremadura en funciones. Posteriormente, y hasta su nombramiento como ministra, fue Consejera de Fomento con competencias en infraestructuras a la vez que lideraba el Plan Regional de Vivienda.
La política de vivienda que llevó a cabo María Antonia Trujillo en Extremadura sirvió de referencia al PSOE para elaborar su programa electoral en 2004 destacando toda su experiencia e importantes innovaciones como la aportación suelo público de forma gratuita a los promotores para que estos construyan viviendas a precio asequible —unos 60 000 euros— y un relevante impulso de la vivienda protegida.

## Ministra de Vivienda
Fue nombrada ministra de Vivienda en 2004. Como responsable de la cartera de Vivienda, fue la encargada de recuperar la política de vivienda como política de Estado, marcando una agenda internacional de vivienda. Entre sus acciones más destacadas están la promulgación del Código Técnico de la Edificación, la elaboración del Plan Estatal de Vivienda y Rehabilitación (2005-2008) (con el primer programa específico de vivienda joven) y la aprobación de la nueva Ley de Suelo. Destacan también la transformación de la entidad pública SEPES hacia la urbanización de suelos para zonas industriales y vivienda para los jóvenes. Su programa de vivienda joven se basó en incentivar y posibilitar el acceso de numerosos jóvenes al mercado inmobiliario a través del alquiler, fomentando el arrendamiento de viviendas a un precio inferior al de mercado durante los periodos de estudio o primer empleo de estos.
María Antonia Trujillo creó la Sociedad Pública del Alquiler (SPA) que contó con un capital social inicial de veinte millones de euros y un presupuesto para el año 2006 de seis millones. La Sociedad Pública de Alquiler cumplió  los objetivos marcados en su creación sirviendo como una herramienta transformadora de las políticas de vivienda, en las que también destacaban la rehabilitación y renovación urbanas.
En el ámbito de la arquitectura impulsó el proyecto de Museo Nacional de Arquitectura y Urbanismo y trabajó con los arquitectos y los arquitectos jóvenes en el Programa VIVES de construcción de 6000 viviendas protegidas e intergeneracionales.
El 6 de julio de 2007 fue relevada como ministra de Vivienda tras la aprobación de la Ley de Suelo que acababa con la especulación. En 2008 estalló una crisis mundial de carácter financiero que afectó al sector inmobiliario de España.

## Diputada
El 9 de marzo de 2008 obtuvo un acta de diputada por la provincia de Cáceres, encabezando la delegación extremeña en el Congreso de los Diputados. El 5 de mayo de 2008 fue elegida presidenta de la Comisión de Medio Ambiente, Agricultura y Pesca del Congreso de los Diputados, ejerciendo una gran labor en todos los sectores en los que la Comisión tenía competencias y, sobre todo, en el sector energético (energía eólica, fotovoltaica, hidráulica, biomasa, nuclear, gas, carbón, etc.).

## Vuelta a la vida docente
A finales de 2011, tras la disolución de las Cortes Generales por el presidente José Luis Rodríguez Zapatero, María Antonia Trujillo regresó a la docencia en la Universidad de Extremadura, una ocupación que compaginaba con distintas actividades en dos sectores, el inmobiliario y el energético. En este último sector ha presidido el Comité regulador de la marca sostenibilidad siderúrgica. Asimismo participó en programas de debate y actualidad como La vuelta al mundo (2011-2012) en Veo Televisión y El cascabel al gato (2013-2017) y La Marimorena (2013-2017) en 13TV y en la televisión madrileña (TM), en la televisión de Castilla-La Mancha, las cadenas de radio COPE, cadena SER, etc.

## Estancia en Marruecos: Consejera de Educación
En octubre de 2018, fue nombrada consejera de Educación en la embajada española en Marruecos desempeñando su responsabilidad hasta 2022. 
Durante esta etapa intensificó las relaciones con las instituciones marroquíes en las que ya era conocida desde su responsabilidad como Ministra del Gobierno de España. La educación cobró valor durante esta etapa y el español fue un referente tanto en la enseñanza previa a la Universidad como en la enseñanza universitaria. La gestión educativa se vio afectada por la pandemia del COVID trabajando en estrecha colaboración con el Ministerio de Educación de Marruecos y con otras instituciones marroquíes. 
También trabaja con las asociaciones de mujeres y con las universidades marroquíes presentando ponencias sobre la paridad electoral, tema sobre la que es experta y cuenta con publicaciones en España.
A partir de 2022 continuó trabajando en Marruecos en los programas de investigación y doctorado de la Universidad Abdelmalek Essaadi de la Región Tánger-Tetuán-Alhucemas. En este ámbito universitario, trabaja con el grupo de investigación enfocado a la Región de Dakhla-Oued ed-Dahab donde participa en los programas de formación de los electos locales y en los relacionados con las inversiones económicas en estas regiones del sur de Marruecos. Son conocidas sus intervenciones académicas sobre el plan de autonomía del Sáhara y sobre Ceuta y Melilla "(...) Son vestigios del pasado que interfieren en la independencia económica y política de este país y en las buenas relaciones entre los dos países (...)". Un mes más tarde se reiteraría diciendo que hay que "devolver" Ceuta y Melilla a Marruecos, añadiendo que "la libertad de expresión e información está más amparada en Marruecos que en España.
En Marruecos participa en numerosas actividades relacionadas con la cultura, la investigación, la economía y la empresa.
Ha sido autora del documento estratégico sobre relaciones entre Marruecos y España que ha servido de hoja de ruta para normalizar las relaciones entre los dos países tras la situación de crisis surgida por permitir la entrada de Brahim Gali en España.
Ha creado la Fundación Club siglo XXI recogiendo las directrices reales de  Su Majestad el Rey Mohammed VI en el Discurso a la Nación con motivo del 69° aniversario de la Revolución del Rey y del Pueblo: "Marruecos necesita hoy a todos sus hijos y a todas las competencias y experiencias que se encuentran en el extranjero, ya sea trabajando y estableciéndose en Marruecos o a través de los diferentes tipos de asociación y contribución desde sus países de residencia. En efecto, la comunidad marroquí en el extranjero es conocida por disponer de competencias mundiales en los diferentes ámbitos científico, económico, político, cultural, deportivo, etc., lo que constituye un motivo de orgullo para Marruecos y para todos los marroquíes. Ha llegado el momento para dotarla del acompañamiento necesario, así como de las condiciones y medios oportunos para que pueda dar lo mejor de sí a favor del país y de su desarrollo".
La Fundación tiene como objetivo acompañar a las competencias y talentos marroquíes en el extranjero apoyando sus iniciativas y proyectos.